# Casas Pintas
Casas Pintas är en ort i Mexiko.   Den ligger i kommunen Hidalgo och delstaten Michoacán de Ocampo, i den södra delen av landet, 160 km väster om huvudstaden Mexico City. Casas Pintas ligger 2 669 meter över havet och antalet invånare är 188.
Terrängen runt Casas Pintas är lite bergig. Runt Casas Pintas är det ganska tätbefolkat, med 90 invånare per kvadratkilometer. Närmaste större samhälle är Ciudad Hidalgo, 9,7 km söder om Casas Pintas. I omgivningarna runt Casas Pintas växer huvudsakligen savannskog.